# غار قلعه‌کهنه رحمت‌آباد
غار قلعه کهنه رحمت آباد مربوط به دوران پارینه‌سنگی جدید - دوران فرادیرینه‌سنگی - دوره ساسانیان است و در شهرستان پاسارگاد، بخش مرکزی، دهستان کمین، روستای قدیم رحمت آباد، دره شمال قلعه کهنه رحمت آباد واقع شده و این اثر در تاریخ ۲۶ اسفند ۱۳۸۶ با شمارهٔ ثبت ۲۱۹۲۷ به‌عنوان یکی از آثار ملی ایران به ثبت رسیده است.